# ユメビツ
ユメビツ(Yume Bitsu)は、アメリカ合衆国オレゴン州ポートランドを拠点に活動していたバンドである。ジャンルは、サイケデリック・ロック、スペース・ロックに属する。1995年に活動を開始し、2002年に休止した。
メンバーの4人は、ルイス・アンド・クラーク・カレッジの学生であった。在学中の1995年、フォークナーとプリチャードの出会いをきっかけとしてユメビツは結成された。このバンド名がつけられたきっかけには、リチャードが見た夢に、「Dream」という単語がずっと現れて印象に残っていたことがあった。そこから、4分の1日本人の血が流れていて日本にも親しんでいたフォークナーがとって、「Yume Bitsu」と名付けた。この「Bitsu」というのは、英語の「Beats」に通ずるし、また、米櫃のような容器、つまり、夢を収める器の意味も込められている。その後、バンディとアンダーソンの二人が、サポートメンバーとして加入した。
ユメビツは、Giant Surface Music Falling to Earth Like Jewels From the Sky を1995年にセルフリリースしデビューした。このアルバムは、1998年にBa Da Bing! から再リリースされている。その後、1999年に発表された2作目でセルフタイトルのYume Bitsu まではBa Da Bing! で発売していたが、2000年発表のAuspicious Winds からK Records に発表の場を移した。2002年8月に、Hochenkeit と共に訪日ツアーを行った。

## メンバー
- アダム・フォークナー - ボーカル、ギター
- フランツ・プリチャード - ギター
- アレックス・バンディ - キーボード、電子楽器
- ジェイソン・アンダーソン - パーカッション

## ディスコグラフィ
- Giant Surface Music Falling to Earth Like Jewels From the Sky（1998年）
- Yume Bitsu（1999年）
- Auspicious Winds（2000年）
- Golden Vessyl of Sound（2002年）